# Nicomedes I de Bitinia
Nicomedes I de Bitinia (griego: Nικoμηδης της Βιθυνίας; 279 – 255 a. C.) fue el segundo rey de Bitinia, hijo mayor de Cipetes I, fundador de la dinastía a quien sucedió en el trono a su muerte en 279 a. C.

## Primeros años
Nicomedes I comenzó su reinado asesinando a dos de sus hermanos –para evitar futuras rencillas por el trono-, pero el tercer hermano Cipetes se alzó en armas y tuvo un éxito considerable, gobernando una parte importante del reino por 3 años (279 – 276 a. C.). Mientras se desataba la batalla interna por el trono de Bitinia, Nicomedes tuvo además que lidiar con una invasión del Imperio seléucida. Los conflictos con el rey Antíoco I Sóter venían de tiempo atrás, pues ya Cipetes I había librado batallas en su contra. 
Para fortalecerse ante la amenaza representada por Antíoco, Nicomedes se alió con Heraclea Póntica y con Antígono II Gonatas. El ataque de Antíoco fue en realidad un obstáculo menor, pues aunque invadió Bitinia se retiró antes de entablar una sola batalla.
Para acabar con la amenaza representada por su hermano, Nicomedes solicitó ayuda de aliados más fuertes: los celtas, quienes liderados por Leonnorius y Lotarius llegaron del lado opuesto al estrecho del Bósforo. Leonnorius y Lotarius estaban ocupados en ese momento (277 AC) con el asedio a Bizancio. Después de que Nicomedes les proveyese de los medios adecuados para cruzar hacia Anatolia, juntos derrotaron y mataron a Cipetes, lo que permitió de una vez por toda a Nicomedes gobernar a toda Bitinia.

## Su reinado
No se sabe mucho de los eventos siguientes a los descritos con anterioridad. Es probable que los celtas siguieran asistiendo a Nicomedes en sus conflictos en contra de Antíoco, pero ningún suceso en particular fue registrado. No obstante la evidencia señala que Nicomedes no tuvo oposición mayor en Bitinia –ni fuera de ella- hasta que murió; durante su largo reinado Bitinia alcanzó un alto grado de poder y prosperidad.
Siguiendo los pasos de su padre –y los de muchos otros gobernantes griegos de Asia-, perpetuó su nombre con la fundación de una nueva capital. La nueva ciudad, llamada Nicomedia, fue localizada en una zona cercana a la colonia de Astakos, Megara. Esta ubicación demostró ser idónea, pues la ciudad continuó siendo una de las más ricas y prósperas de Anatolia durante más de seis siglos. Su fundación fue fechada en el 264 AC por el obispo e historiador Eusebio de Cesarea.
La duración del reinado de Nicomedes después de este evento es desconocida, pero su muerte se dio alrededor del año 255 AC. Se casó dos veces, su primera esposa fue una mujer de Frigia llamada Ditizela con quien procreó tres hijos: Prusias , Cielas y Lisandra. Pero su segunda esposa, Etazeta lo convenció de dejar su reino a sus propios hijos, y no a los de su primer matrimonio.
Al tiempo de su muerte, los hijos de su matrimonio con Etazeta eran pequeños aún. Previendo esto, confió su cuidado a los reyes Antígono II Gónatas (de Macedonia) y Ptolomeo II (de Egipto) junto con las ciudades libres de Heraclea, Bizancio y Cío. No obstante de poco valió dicha precaución, pues su hijo Cielas se estableció rápidamente en el trono.
Nicomedes I, fue probablemente quien compró la famosa estatua de Venus de Gnido del escultor Praxíteles a la ciudad de Gnido, al ofrecer el cancelar la deuda pública total de la ciudad a cambio de la estatua.